# Vágner Love
Vágner Silva de Souza, mais conhecido apenas como Vágner Love (Rio de Janeiro, 11 de junho de 1984) é um futebolista brasileiro que atua como centroavante. Atualmente joga no Retrô.

## Clubes

### Início
Nascido em Bangu, bairro da cidade do Rio de Janeiro, Vágner Love teve uma origem pobre e, em sua juventude, jogou por times como o Bangu, Campo Grande e Vasco da Gama.

### Palmeiras
Em seguida, no ano de 2002, foi parar em São Paulo, jogando pelo Palmeiras, onde se tornou o artilheiro do Campeonato Paulista de Juniores deste ano, com 32 gols. Afastado da competição, voltaria a atuar somente nas finais, a pedido de seus companheiros.
Em 2003, já como profissional, Vágner Love ajudou o Palmeiras, em sua campanha de retorno a Série A do Campeonato Brasileiro, onde obteve grande destaque. Em junho de 2004, transferiu-se para o CSKA Moscou por 9 milhões de dólares (7,5 para o Palmeiras e 1,5 para o jogador). Ainda em 2004, o atacante esteve na conquista da Copa América, com a Seleção Brasileira.

### CSKA Moscou
No CSKA Moscou, Vágner Love já participou das conquistas de dois Campeonatos Russos, cinco Copas da Rússia e de três Supercopas da Rússia. Contudo, sem sombra de dúvida, o título mais relevante foi obtido com a conquista da Copa da UEFA de 2004-05, quando pela primeira vez na história, um clube russo sagrava-se campeão desta competição.

### Volta ao Palmeiras

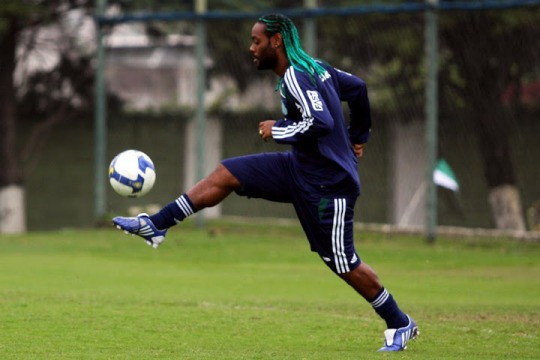
Love em treino do Palmeiras em 2009.

No final de agosto de 2009, Love acertou sua volta ao Palmeiras por empréstimo. Em sua segunda passagem pelo clube paulista, o atacante teve rendimento muito abaixo do esperado e chegou a ser agredido por torcedores quando deixava uma agência bancária, fato que abalou o relacionamento do jogador com o clube. Além de ser duramente criticado por muitos torcedores, o Palmeiras ainda perdeu a vaga para a Libertadores na última rodada do Brasileirão de 2009 ao perder de 2–1 para o Botafogo. Com o relacionamento desgastado, o Flamengo mostrou interesse em contar com o jogador, que já havia se declarado flamenguista.

### Flamengo
No começo de 2010, o Flamengo intensificou o seu interesse por Love, o que fez com que o atacante não viajasse a pré-temporada com o grupo, esperando uma liberação. O jogador chegou a viajar para Atibaia com a equipe do Palmeiras, dependendo ainda de liberação do presidente do clube, Luiz Gonzaga Belluzzo. Por fim, no dia 14 de janeiro de 2010, o CSKA Moscou emprestou gratuitamente Love ao Flamengo até o dia 10 de julho de 2010. Vágner também tinha uma proposta do Hamburgo, mas optou pelo clube carioca. Para concretizar o empréstimo, ele teve de renovar seu contrato com o CSKA Moscou por mais dois anos.
Fez sua estreia no dia 23 de janeiro, durante o Campeonato Carioca, num jogo contra o Bangu (clube do bairro em que nasceu), marcando os dois gols na vitória do Flamengo por 2–1. Foi artilheiro do Campeonato Carioca, com 15 gols, e ganhou o prêmio de Craque da Galera. Mas não ganhou nenhum título pelo clube rubro-negro e retornou ao CSKA Moscou ao fim do empréstimo. Após isso o Flamengo tentou fracassadamente contratar o jogador em definitivo no ano de 2011.

### Retorno ao Flamengo
No dia 25 de janeiro de 2012, Vágner Love acertou seu retorno ao Flamengo dessa vez em definitivo, Love chorou em sua apresentação. O jogador assinou um contrato de três temporadas utilizando a camisa 99.
| “ | Agora é em definitivo. Estou muito feliz, mas muito feliz mesmo em retornar para o clube do meu coração. Vai ser muito bom vestir a camisa sem ter que ir embora seis meses depois. Eu sempre recebi muito carinho da torcida do Flamengo. Compartilho minha alegria com eles agora. Agradeço muito a todos que mantiveram a esperança de que um dia eu voltaria ao clube, a todos que torceram por isso. Vou ficar por um período longo e quero vencer, vencer e vencer. Quero ganhar todos os títulos possíveis pelo clube | ” |

Fez sua reestreia no dia 12 de fevereiro de 2012 contra a equipe do Nova Iguaçu, curiosamente a mesma equipe que Ronaldinho estreou pelo Flamengo em 2011. Vágner junto com Ronaldinho criaram juntos o gol da vitória do Flamengo por 1–0, marcado por Deivid. No seu segundo jogo pelo Flamengo, contra o Resende no dia 18 de fevereiro, Love fez o gol da virada e de grande contribuição para a equipe rubro-negra chegar a semifinal da Taça Guanabara, no jogo que terminou em 3–1 para o Flamengo.
No dia 18 de novembro, Vágner Love foi o autor do gol que declarou o rebaixamento do seu ex-clube o Palmeiras para a Série B. O jogo terminou 1–1. Vágner Love terminou como artilheiro do Rubro-Negro na temporada com 24 gols.

### De volta ao CSKA de Moscou

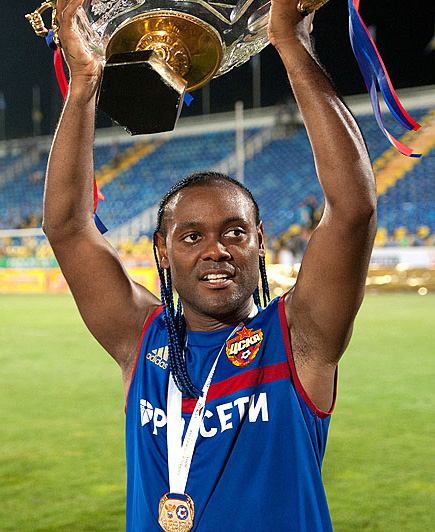
Love comemorando o título da Supercopa da Rússia de 2013.

No dia 12 de janeiro de 2013, Vágner Love revelou que havia acertado sua volta ao clube russo. O negócio que já vinha sendo acontecendo há tempo, foi confirmado depois de uma "conversa misteriosa" com a diretoria do Flamengo. Acaba a segunda passagem do jogador pelo Flamengo, após fazer 24 gols em 52 jogos. Em seu retorno ao clube, num amistoso diante do norueguês Vålerenga, Vágner marcou um golaço. Fez dois gols em 12 de maio de 2013, contra o Lokomotiv na vitória de goleada por 4–1 e sua equipe foi para a liderança do campeonato russo. O triunfo levou o CSKA a 63 pontos, seis a mais que o Zenit. No jogo seguinte sua equipe conquistou o título nacional após empatar com o Kuban Krasnodar sem gols. Com o resultado, a equipe de Moscou chegou aos 64 pontos, seis à frente do Zenit, que ainda tem dois jogos pela frente. A equipe de Moscou não conquistava o Campeonato Russo desde 2006. Antes disso, o CSKA já havia levantado a taça em 2003 e 2005. Na final da Copa da Rússia, Vágner conquistou mais um título em Grozny, ao vencer o Anzhi Makhachkala nos pênaltis (4–3), depois de empate em 1–1 no tempo regulamentar e na prorrogação. Ahmed Musa e Lassana Diarra marcaram os gols do jogo. Na disputa de pênaltis, os vilões para o Anzhi foram o russo Zhirkov e o brasileiro Jucilei, que desperdiçaram suas cobranças. Musa também falhou para o CSKA, que acabou vencendo por 4–3 nas penalidades.

### Shandong Luneng
Em 23 de julho de 2013, foi confirmado como novo reforço do Shandong Luneng, da China. O clube já vinha negociando o passe do jogador há três meses. Como a camisa 9 já tinha dono, o atacante preferiu utilizar o número 40, Love disse que não havia nenhum significado especial na escolha. Logo em sua estreia, foi decisivo marcando dois gols na vitória por a 3–2 sobre o Guangzhou Evergrande.
No dia 11 de março de 2014, Vágner Love marcou dois gols na vitória por 3–1 diante do Cerezo Osaka, em partida válida pela Liga dos Campeões da Ásia. Em 18 de março, Love marcou novamente dois gols sendo os dois de pênalti, mas o Shandong Luneng ficou no empate por 2–2 com o Pohang Steelers.

### Corinthians
Em 10 de fevereiro de 2015 firmou contrato com o Corinthians por dezenove meses. Seu primeiro gol com a camisa alvinegra foi contra o Bragantino, que deu o gol da vitória por 1 a 0 em partida válida pelo Campeonato Paulista. Após um início ruim pelo clube paulista, em que chegou a ficar na reserva do atacante Paolo Guerrero e, após sua saída, de Luciano, Love deu a volta por cima e começou a se destacar pelo time, principalmente depois de Luciano ter sofrido uma lesão que o deixaria fora de combate por seis meses. No fim da temporada, o atacante acabou por ser muito importante para o elenco que conquistou o Campeonato Brasileiro, além de ser o artilheiro do time na competição, com 14 gols.

### Monaco
Em 7 de janeiro de 2016, Vagner acertou sua saída do Corinthians, firmando contrato de um ano junto ao Monaco, da França.

### Alanyaspor
Em 30 de agosto de 2016, acertou com o Alanyaspor, da Turquia. Foi o nome da vitória de sua equipe por 4 a 3 diante do Trabzonspor, fez três gols e comandou uma grande virada de seu time, fora de casa. A equipe de Alanya perdia por 3 a 0 até os 46 minutos da primeira etapa, quando iniciou sua reação.

### Beşiktaş

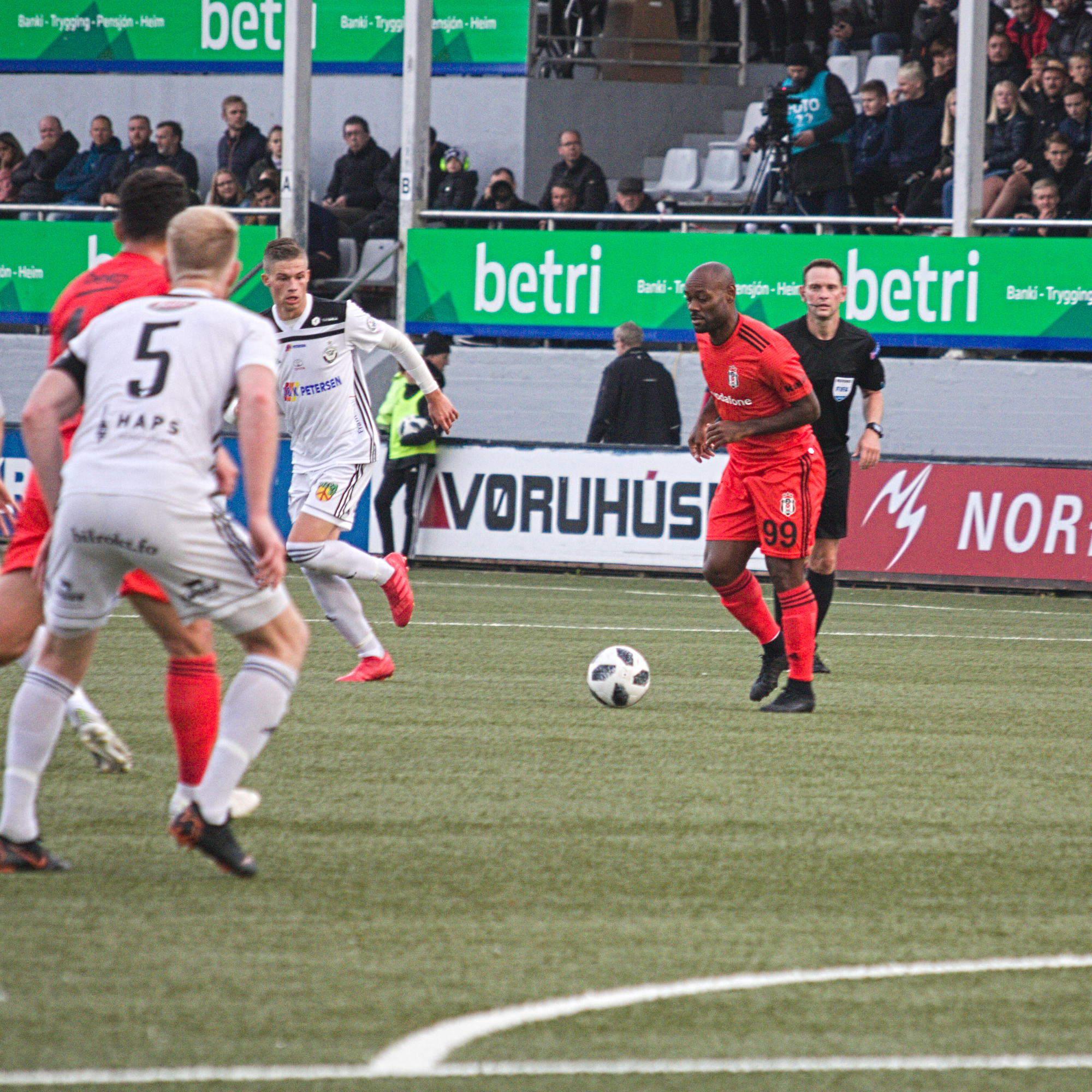
Love em 2018 pelo Besiktas.

Em 26 de janeiro de 2018, o Beşiktaş chegou a um acordo com Alanyaspor para a contratação de Vágner Love.

### Retorno ao Corinthians
Em 25 de janeiro de 2019, Love retornou ao Corinthians em um acordo até o final de 2020, após rescindir seu contrato com o Beşiktaş. Seu primeiro gol em sua nova passagem foi em 27 de fevereiro, quando Love fez o gol do empate por 1 a 1 contra o Racing, no estádio Estádio Presidente Perón em Buenos Aires, Argentina, em jogo de volta da primeira fase da Copa Sul-Americana. Como as duas equipes haviam empatado a primeira partida em 1 a 1 na Arena Corinthians, a decisão foi para as penalidades, onde o Corinthians eliminou o Racing por 5 a 4, com grande atuação do goleiro Cássio. Love conseguiu converter seu pênalti cobrado para o Corinthians.
Seu segundo gol em sua nova passagem também foi em um jogo importante de partida eliminatória: foi contra Ceará Sporting Club, em vitória do Corinthians por 3 a 1 em plena Arena Castelão, em Fortaleza, na partida de ida da terceira fase da Copa do Brasil. As duas equipes estavam empatando em 1 a 1 até Love marcar o segundo gol pelo time paulista e Jadson fechar o placar.
Em 21 de abril de 2019, na partida de volta da final do Campeonato Paulista de Futebol, contra o São Paulo, Love marcou o segundo gol, que deu a vitória por 2 a 1 na Arena Corinthians. em São Paulo, e que deu a trigésima taça para o Timão. Atualmente soma 103 partidas e 27 gols na soma de suas duas passagens pela equipe alvinegra.
Em 5 de junho de 2020, Love teve seu contrato, que terminaria no fim do ano, rescindido com o Corinthians.

### Kairat
Em 29 de junho de 2020, assina com o Kairat, que disputa o Campeonato Cazaque. O clube conquistou o Campeonato Cazaque em 2020 Em 5 de novembro de 2020, Kairat renovou seu contrato com Vágner Love até o final da temporada de 2021.

### Midtjylland
Em 20 de janeiro de 2022, Love assinou um contrato para atuar no Midtjylland em transferência gratuita, com contrato com duração até o final da temporada 2021/22. Em 22 de maio de 2022, o Midtjylland confirmou que Love era um dos sete jogadores, cujos contratos haviam terminado e, portanto, deixaria o clube.

### Sport
No dia 26 de julho de 2022, acertou com o Sport  e começou com a camisa 99, antes de vestir a 9. Em 2022, marcou 7 gols e disputou 17 partidas. Em 2023, marcou 23 gols e disputou 59 partidas, além de ter contribuido com 10 assistências. Sem um acerto financeiro, o atleta deixou o clube.

### Atlético Goianiense
Em 30 de dezembro de 2023, foi contratado pelo Atlético Goianiense tendo sua apresentação realizada no dia 4 de janeiro de 2024. Seu contrato é válido até o fim da temporada de 2024.Ele estreou na primeira rodada do Campeonato Goiano, na vitória do Atlético Goianiense sobre o Morrinhos por 1 a 0, com gol de pênalti de en: Shaylon, em 18 de janeiro de 2024, no Estádio João Vilela, em Morrinhos. Love marcou seu primeiro gol com a camisa do Atlético-GO na vitória rubro-negra por 3 a 0 sobre o Iporá, em 5 de fevereiro de 2024, pela sexta rodada do Campeonato Goiano.
Vagner Love encerrou sua passagem pelo Dragão com apenas seis meses. Ao todo, disputou 25 jogos e marcou sete gols.

### Avaí
Em 22 de junho de 2024, o Avaí anunciou a sua contratação.

### Retrô
Em 4 de junho de 2025, Vagner Love foi anunciado pelo Retrô. O jogador atuará pelo time pernambucano na Série C do Campeonato Brasileiro.

## Seleção Brasileira

### Sub-20
Em 2004, veio a primeira convocação para a Seleção Sub-20. Naquela ocasião Love defendeu o Brasil nos Jogos Pan-americanos de Santo Domingo, conquistou a medalha de prata, e abriu as portas para a Seleção Principal. Love foi o artilheiro da competição, com 4 gols marcados.
| Jogos pela Seleção sub-20 | Jogos pela Seleção sub-20 | Jogos pela Seleção sub-20           | Jogos pela Seleção sub-20 | Jogos pela Seleção sub-20 | Jogos pela Seleção sub-20 | Jogos pela Seleção sub-20 | Jogos pela Seleção sub-20 |
|                           | Data                      | Local                               | Resultado                 | Adversário                | Gols                      | Assist.                   | Competição                |
| ------------------------- | ------------------------- | ----------------------------------- | ------------------------- | ------------------------- | ------------------------- | ------------------------- | ------------------------- |
| 1.                        | 3 de agosto de 2003       | Santo Domingo, República Dominicana | 4–0                       | Colômbia                  | 2                         | 0                         | Jogos Pan-Americanos      |
| 2.                        | 6 de agosto de 2003       | Santo Domingo, República Dominicana | 5–0                       | República Dominicana      | 1                         | 0                         | Jogos Pan-Americanos      |
| 3.                        | 9 de agosto de 2003       | Santo Domingo, República Dominicana | 2–1                       | Cuba                      | 1                         | 0                         | Jogos Pan-Americanos      |
| 4.                        | 12 de agosto de 2003      | Santo Domingo, República Dominicana | 1–0                       | México                    | 0                         | 0                         | Jogos Pan-Americanos      |
| 5.                        | 15 de agosto de 2003      | Santo Domingo, República Dominicana | 0–1                       | Argentina                 | 0                         | 0                         | Jogos Pan-Americanos      |

### Principal
Vágner Love conquistou sua primeira convocação para a Seleção Brasileira para a Copa América de 2004. Ele fez sua estreia como substituto na vitória por 4 a 1 contra a Costa Rica, que foi sua única aparição na competição em que o Brasil sagrou-se campeão. 
Após a Copa do Mundo FIFA de 2006, onde foi preterido, Vágner Love foi convocado pelo novo técnico, Dunga, e marcou seu primeiro gol pela Seleção no mesmo ano, contra o País de Gales.
Na Copa América de 2007, Vágner compôs o ataque titular da Seleção Brasileira, ao lado de Robinho. Sem contar com Kaká e Ronaldinho Gaúcho, a muito criticada Seleção de Dunga acabaria sagrando-se bicampeã da competição, ganhando da Argentina pelo placar de 3–0 na grande final.

## Títulos
Palmeiras
- Campeonato Brasileiro - Série B: 2003

CSKA Moscou
- Copa da UEFA: 2004–05
- Campeonato Russo: 2005, 2006 e 2012–13
- Copa da Russia: 2004–05, 2005–06, 2007–08, 2008–09, 2010–11 e 2012–13
- Supercopa da Rússia: 2006, 2007, 2009 e 2013

Shandong Luneng
- Copa da China: 2014

Corinthians
- Campeonato Brasileiro: 2015
- Campeonato Paulista: 2019

Kairat
- Campeonato Cazaque: 2020

Sport
- Campeonato Pernambucano: 2023

Atlético Goianiense
- Campeonato Goiano: 2024

Avaí
- Campeonato Catarinense: 2025[47]

Seleção Brasileira
- Copa América: 2004 e 2007

## Prêmios individuais
- Melhor jogador do Campeonato Russo: 2008
- Seleção da Copa do Nordeste: 2023

## Artilharias
- Jogos Pan-americanos: 2003 (4 gols)
- Campeonato Brasileiro - Série B: 2003 (19 gols)
- Campeonato Paulista: 2004 (12 gols)
- Campeonato Russo: 2008 (20 gols)
- Copa da UEFA: 2008–09 (11 gols)
- Campeonato Carioca: 2010 (15 gols)
- Taça Rio: 2010 (8 gols)
- Campeonato Turco: 2016–17 (23 gols)

#### Vice-Artilharias
- Campeonato Russo: 2007 (13 gols)
- Campeonato Brasileiro: 2015 (14 gols)

- Campeonato Pernambucano: 2023 (5 gols)